# Nagisa Sakurauchi
Nagisa Sakurauchi (født 11. august 1989) er en japansk fodboldspiller, som spiller for den japanske fodboldklub Júbilo Iwata.